# Bataille de Pilsen
Guerre de Trente Ans
Batailles
Le siège de Pilsen est également connu sous le nom de bataille de Pilsen. Le 19 septembre 1618, les forces des protestants du royaume de Bohême menées par Ernst von Mansfeld mettent le siège devant la riche ville de Pilsen en Bohême. Le 21 novembre 1618 la ville est prise. Ce fut la première grande bataille de la guerre de Trente Ans, et le point de départ de la révolte de la Bohême.

## Prémices
Le 23 mai 1618, les nobles protestants renversent la règle du Saint-Empire romain germanique et jettent le gouverneur catholique de Bohême d'une fenêtre de l'hôtel de ville de Prague. Le nouveau gouvernement constitué de la noblesse protestante est donné à Ernst von Mansfeld. Les nobles et les prêtres catholiques commencent à quitter le pays. Certains des monastères et manoirs sont évacués et les réfugiés catholiques sont dirigés vers la ville de Pilsen, où ils pensent qu'une défense réussie pourrait s'organiser. La ville est bien préparée pour un siège prolongé, mais les défenseurs manquent de poudre pour leur artillerie. Mansfeld décide de prendre la ville avant que les catholiques ne reçoivent l'appui de l'extérieur.

## Le siège
Le 19 septembre 1618, l'armée de Mansfeld atteint les périphéries de la ville. Les défenseurs ont bloqué deux portes et la troisième a été renforcée avec des gardes supplémentaires. L'armée protestante est trop faible pour attaquer directement le château. Mansfeld décide d'affamer la ville. Le 2 octobre, l'artillerie protestante est arrivée, mais le calibre et le nombre de canons sont trop faibles pour causer des dégâts aux murs de la ville. Le siège se poursuit, les protestants recevant quotidiennement approvisionnements et recrues, alors que les défenseurs manquent de nourriture et de munitions. En outre, le puits principal de la ville a été détruit et les réserves d'eau potable sont bientôt épuisées. Le 21 novembre, des fissures sont faites dans les murs et les soldats protestants pénètrent dans la ville. Après plusieurs heures de combat au corps à corps, la ville tombe aux mains de Mansfeld.

## Les conséquences
Après la prise de la ville, Mansfeld exige 120 000 guldens d'or en dommages de guerre et 47 000 florins supplémentaires pour épargner la ville et ne pas la brûler. Bientôt le Saint-Empire et la Bavière regroupent assez de forces et franchissent la frontière avec la Bohême. Le roi de Bohême nouvellement élu, Frédéric V du Palatinat, se rend compte du potentiel énorme des forces ennemies et commande à sa propre armée de harceler et attaquer les troupes qui s'avancent séparément avant qu'elle ne se regroupent. Il est cependant abandonné par la plupart de ses alliés et ses armées sont dispersées dans les forêts denses entre Pilsen et Prague, ce qui conduit à la tragique défaite de la Montagne Blanche.